# Ministre chargé des Relations avec le Parlement
Le ministre chargé des Relations avec le Parlement est chargé d'entretenir les relations entre le gouvernement de la République française et le Parlement, composé de Assemblée nationale et du Sénat.
Le plus souvent il s’agit d’un ministre ou d'un secrétaire d’État et il est placé auprès du Premier ministre. Le poste est parfois cumulé avec celui de porte-parole du gouvernement.
Le 23 décembre 2024, Patrick Mignola est nommé ministre délégué chargé des Relations avec le Parlement auprès du Premier ministre François Bayrou.

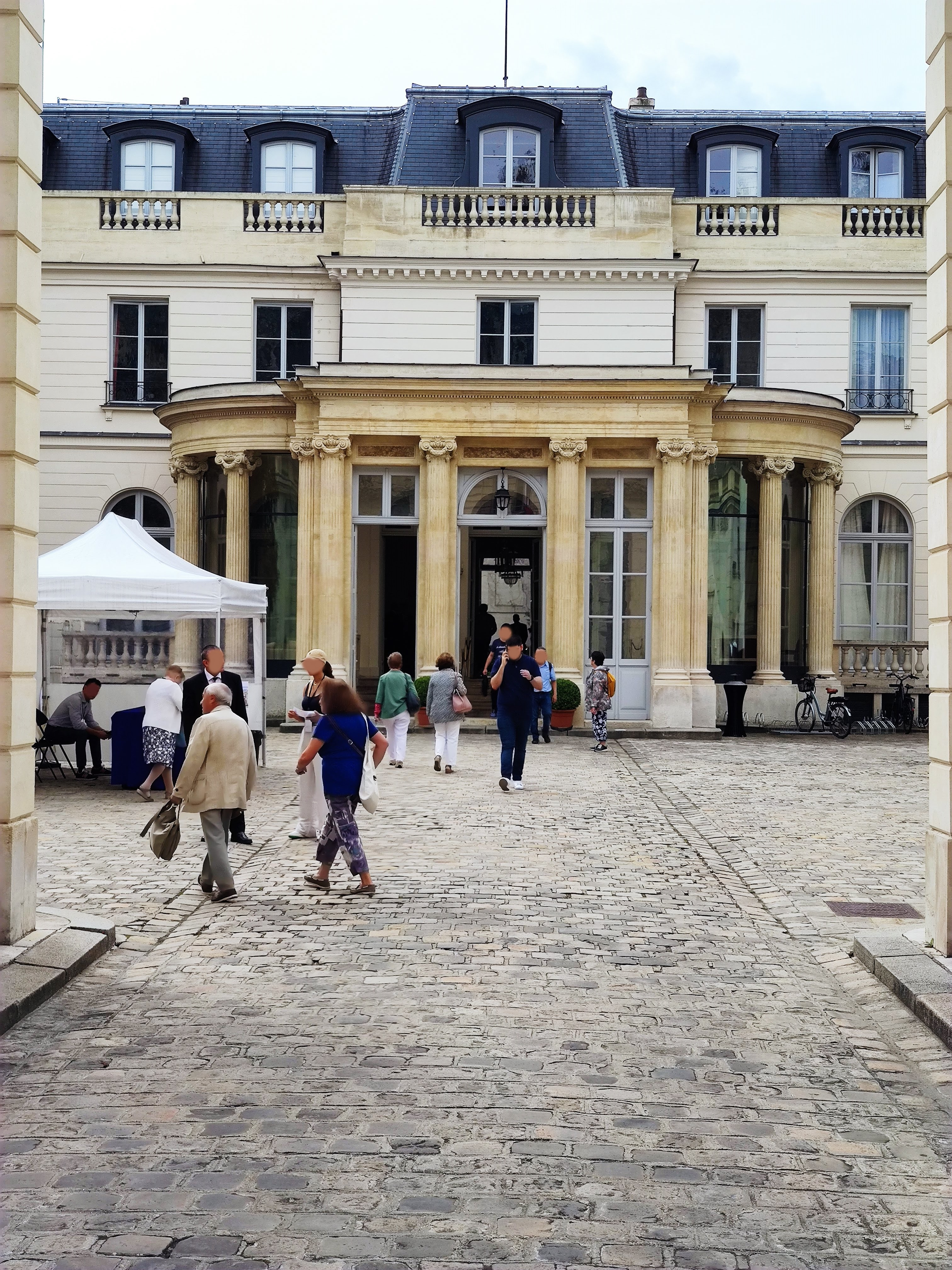
L’hôtel de Clermont, siège du ministère.

## Compétences
Le ministre coordonne le programme législatif du Gouvernement, notamment en établissant un calendrier prioritaire des projets de loi et de proposer leur inscription à l’ordre du jour de l’une ou l’autre assemblée. Il s’assure de la disponibilité permanente du Gouvernement pour répondre aux demandes du Parlement et suit les débats.
Son cabinet est installé à l’hôtel de Clermont.

## Administration
Le ministre chargé des Relations avec le Parlement ne dispose pas d’une structure administrative propre.

## Liste des ministres

### Comité français de la Libération nationale (1943-1945)
| Commissaire | Commissaire  | Parti | Intitulé                                                             | Gouvernement     | Début             | Fin          |
| ----------- | ------------ | ----- | -------------------------------------------------------------------- | ---------------- | ----------------- | ------------ |
|             | André Philip | SFIO  | Commissaire d’État chargé des Rapports avec l'Assemblée Consultative | CFLN 2 (à Alger) | 9 novembre 1943   | 26 août 1944 |
| GPRF        | André Philip | SFIO  | Commissaire d’État chargé des Rapports avec l'Assemblée Consultative | 26 août 1944     | 10 septembre 1944 |              |

### Quatrième République (1946-1958)
|  | René Billères          | RAD  | Secrétaire d'État à la Présidence du Conseil, chargé des Relations avec les Assemblées et de la Fonction publique | Mendès France    | 12 novembre 1954 | 23 février 1955   |
|  | Georges Guille         | SFIO | Secrétaire d'État à la Présidence du Conseil, chargé des Relations avec les Assemblées et de l'Énergie atomique   | Mollet           | 17 mars 1956     | 21 mai 1957       |
|  | Georges Galy-Gasparrou | RAD  | Secrétaire d'État à la Présidence du Conseil, chargé des Relations avec les Assemblées                            | Bourgès-Maunoury | 17 juin 1957     | 30 septembre 1957 |

### Cinquième République (depuis 1958)
| Ministre ou secrétaire d'État                                                            | Ministre ou secrétaire d'État        | Parti               | Intitulé                                                                                               | Ministre de tutelle                                                                 | Intitulé                                                | Gouvernement                                    | Début             | Fin               |
| ---------------------------------------------------------------------------------------- | ------------------------------------ | ------------------- | --- | ----------------------------------------------------------------------------------- | ------------------------------------------------------- | ----------------------------------------------- | ----------------- | ----------------- |
|                                                                                          | Louis Terrenoire                     | UNR                 | Ministre délégué auprès du Premier ministre, chargé des rapports entre le Gouvernement et le Parlement | Michel Debré                                                                        | Premier ministre                                        | Debré                                           | 24 août 1961      | 15 avril 1962     |
|                                                                                          | Roger Dusseaulx                      | UNR                 | Ministre délégué pour les Relations avec le Parlement                                                  | Georges Pompidou                                                                    | Premier ministre                                        | Pompidou 1                                      | 15 avril 1962     | 16 mai 1962       |
|                                                                                          | Pierre Dumas                         | UNR                 | Secrétaire d'État chargé des Relations avec le Parlement                                               | Georges Pompidou                                                                    | Premier ministre                                        | Pompidou 1                                      | 16 mai 1962       | 28 novembre 1962  |
| Pompidou 2 et 3                                                                          | Pierre Dumas                         | UNR                 | Secrétaire d'État chargé des Relations avec le Parlement                                               | Georges Pompidou                                                                    | Premier ministre                                        | 28 novembre 1962                                | 7 avril 1967      |                   |
| Plein exercice                                                                           | Plein exercice                       | Plein exercice      | Plein exercice                                                                                         | Roger Frey                                                                          | Ministre d'État, chargé des Relations avec le Parlement | Pompidou 4 et Couve de Murville                 | 7 avril 1967      | 20 juin 1969      |
|                                                                                          | Jean-Louis Tinaud et Jacques Limouzy | UDR                 | Secrétaires d'État                                                                                     | Roger Frey                                                                          | Ministre d'État, chargé des Relations avec le Parlement | Chaban-Delmas                                   | 20 juin 1969      | 7 janvier 1971    |
| Jacques Chirac                                                                           | Jean-Louis Tinaud et Jacques Limouzy | UDR                 | Secrétaires d'État                                                                                     | Ministre délégué auprès du Premier ministre, chargé des relations avec le Parlement | 7 janvier 1971                                          | Chaban-Delmas                                   | 5 juillet 1972    |                   |
|                                                                                          | Robert Boulin                        | UDR                 | Ministre délégué chargé des Relations avec le Parlement                                                | Pierre Messmer                                                                      | Premier ministre                                        | Messmer 1                                       | 6 juillet 1972    | 5 avril 1973      |
|                                                                                          | Olivier Stirn                        | UDR                 | Secrétaire d'État                                                                                      | Joseph Comiti                                                                       | Ministre chargé des Relations avec le Parlement         | Messmer 2                                       | 5 avril 1973      | 1er mars 1974     |
| Hubert Germain                                                                           | Olivier Stirn                        | UDR                 | Secrétaire d'État                                                                                      | Messmer 3                                                                           | Ministre chargé des Relations avec le Parlement         | 1er mars 1974                                   | 27 mai 1974       |                   |
|                                                                                          | René Tomasini                        | UDR                 | Secrétaire d'État chargé des Relations avec le Parlement                                               | Jacques Chirac                                                                      | Premier ministre                                        | Chirac 1                                        | 8 juin 1974       | 25 août 1976      |
|                                                                                          | Robert Boulin                        | UDR                 | Ministre chargé des Relations avec le Parlement                                                        | Plein exercice                                                                      | Plein exercice                                          | Barre 1                                         | 27 août 1976      | 30 mars 1977      |
|                                                                                          | Christian Poncelet                   | RPR                 | Secrétaire d'État chargé des Relations avec le Parlement                                               | Raymond Barre                                                                       | Premier ministre                                        | Barre 2                                         | 1er avril 1977    | 26 septembre 1977 |
|                                                                                          | André Bord                           | RPR                 | Secrétaire d'État chargé des Relations avec le Parlement                                               | Raymond Barre                                                                       | Premier ministre                                        | Barre 2                                         | 26 septembre 1977 | 5 avril 1978      |
|                                                                                          | Jacques Limouzy                      | RPR                 | Secrétaire d'État chargé des Relations avec le Parlement                                               | Raymond Barre                                                                       | Premier ministre                                        | Barre 3                                         | 6 avril 1978      | 21 mai 1981       |
|                                                                                          | André Labarrère                      | PS                  | Ministre délégué chargé des Relations avec le Parlement                                                | Pierre Mauroy                                                                       | Premier ministre                                        | Mauroy 1, 2 et 3                                | 22 mai 1981       | 23 juillet 1984   |
| Laurent Fabius                                                                           | André Labarrère                      | PS                  | Ministre délégué chargé des Relations avec le Parlement                                                | Fabius                                                                              | Premier ministre                                        | 23 juillet 1984                                 | 20 mars 1986      |                   |
|                                                                                          | André Rossinot                       | UDF                 | Ministre chargé des Relations avec le Parlement                                                        | Plein exercice                                                                      | Plein exercice                                          | Chirac 2                                        | 20 mars 1986      | 10 mai 1988       |
|                                                                                          | Jean Poperen                         | PS                  | Ministre chargé des Relations avec le Parlement                                                        | Plein exercice                                                                      | Plein exercice                                          | Rocard 1 et 2, Cresson                          | 12 mai 1988       | 2 avril 1992      |
|                                                                                          | Martin Malvy                         | PS                  | Secrétaire d'État aux Relations avec le Parlement, porte-parole du Gouvernement                        | Pierre Bérégovoy                                                                    | Premier ministre                                        | Bérégovoy                                       | 4 avril 1992      | 2 octobre 1992    |
|                                                                                          | Louis Mermaz                         | PS                  | Ministre des Relations avec le Parlement, porte-parole du Gouvernement                                 | Plein exercice                                                                      | Plein exercice                                          | Bérégovoy                                       | 2 octobre 1992    | 29 mars 1993      |
|                                                                                          | Pascal Clément                       | UDF                 | Ministre délégué aux Relations avec l'Assemblée nationale                                              | Édouard Balladur                                                                    | Premier ministre                                        | Balladur                                        | 30 mars 1993      | 17 mai 1995       |
|                                                                                          | Roger Romani                         | RPR                 | Ministre délégué aux Relations avec le Sénat, chargé des Rapatriés                                     | Édouard Balladur                                                                    | Premier ministre                                        | Balladur                                        | 30 mars 1993      | 17 mai 1995       |
| Ministre des Relations avec le Parlement                                                 | Roger Romani                         | RPR                 | Plein exercice                                                                                         | Plein exercice                                                                      | Juppé 1 et 2                                            | 18 mai 1995                                     | 2 juin 1997       |                   |
| Ministre des Relations avec le Parlement                                                 |                                      | Daniel Vaillant     | Plein exercice                                                                                         | Plein exercice                                                                      | PS                                                      | Jospin                                          | 4 juin 1997       | 29 août 2000      |
| Ministre des Relations avec le Parlement                                                 |                                      | Jean-Jack Queyranne | Plein exercice                                                                                         | Plein exercice                                                                      | PS                                                      | Jospin                                          | 29 août 2000      | 6 mai 2002        |
|                                                                                          | Jean-François Copé,                  | UMP                 | Secrétaire d'État aux Relations avec le Parlement, porte-parole du Gouvernement                        | Jean-Pierre Raffarin                                                                | Premier ministre                                        | Raffarin 1 et 2                                 | 7 mai 2002        | 30 mars 2004      |
|                                                                                          | Henri Cuq,                           | UMP                 | Ministre délégué aux Relations avec le Parlement                                                       | Jean-Pierre Raffarin                                                                | Premier ministre                                        | Raffarin 3                                      | 1er avril 2004    | 17 mai 2007       |
| Dominique de Villepin                                                                    | Henri Cuq,                           | UMP                 | Ministre délégué aux Relations avec le Parlement                                                       | Villepin                                                                            | Premier ministre                                        |                                                 | 1er avril 2004    | 17 mai 2007       |
|                                                                                          | Roger Karoutchi                      | UMP                 | Secrétaire d'État chargé des Relations avec le Parlement                                               | François Fillon                                                                     | Premier ministre                                        | Fillon 1                                        | 18 mai 2007       | 18 juin 2007      |
| Fillon 2                                                                                 | Roger Karoutchi                      | UMP                 | Secrétaire d'État chargé des Relations avec le Parlement                                               | François Fillon                                                                     | Premier ministre                                        | 19 juin 2007                                    | 23 juin 2009      |                   |
| Fillon 2                                                                                 |                                      | UMP                 | Henri de Raincourt                                                                                     | François Fillon                                                                     | Premier ministre                                        | Ministre chargé des Relations avec le Parlement | 23 juin 2009      | 13 novembre 2010  |
|                                                                                          | Patrick Ollier                       | UMP                 | Fillon 3                                                                                               | François Fillon                                                                     | Premier ministre                                        | Ministre chargé des Relations avec le Parlement | 14 novembre 2010  | 10 mai 2012       |
|                                                                                          | Alain Vidalies                       | PS                  | Ministre délégué chargé des Relations avec le Parlement                                                | Jean-Marc Ayrault                                                                   | Premier ministre                                        | Ayrault 1 et 2                                  | 16 mai 2012       | 31 mars 2014      |
|                                                                                          | Jean-Marie Le Guen                   | PS                  | Secrétaire d'État chargé des Relations avec le Parlement                                               | Manuel Valls                                                                        | Premier ministre                                        | Valls 1 et 2                                    | 9 avril 2014      | 6 décembre 2016   |
|                                                                                          | André Vallini                        | PS                  | Secrétaire d'État chargé des Relations avec le Parlement                                               | Bernard Cazeneuve                                                                   | Premier ministre                                        | Cazeneuve                                       | 6 décembre 2016   | 15 mai 2017       |
|                                                                                          | Christophe Castaner,                 | LREM                | Secrétaire d'État chargé des Relations avec le Parlement, porte-parole du Gouvernement                 | Édouard Philippe                                                                    | Premier ministre                                        | Philippe 1                                      | 17 mai 2017       | 19 juin 2017      |
| Philippe 2                                                                               | Christophe Castaner,                 | LREM                | Secrétaire d'État chargé des Relations avec le Parlement, porte-parole du Gouvernement                 | Édouard Philippe                                                                    | Premier ministre                                        | 21 juin 2017                                    | 24 novembre 2017  |                   |
| Philippe 2                                                                               | Christophe Castaner,                 | LREM                | Secrétaire d'État chargé des Relations avec le Parlement                                               | Édouard Philippe                                                                    | Premier ministre                                        | 24 novembre 2017                                | 16 octobre 2018   |                   |
| Philippe 2                                                                               |                                      | Marc Fesneau,       | Secrétaire d'État chargé des Relations avec le Parlement                                               | Édouard Philippe                                                                    | Premier ministre                                        | MoDem                                           | 16 octobre 2018   | 6 juillet 2020    |
| Ministre délégué chargé des Relations avec le Parlement et de la Participation citoyenne | Jean Castex                          | Marc Fesneau,       | Castex                                                                                                 | 6 juillet 2020                                                                      | Premier ministre                                        | MoDem                                           | 20 mai 2022       |                   |
|                                                                                          | Olivier Véran                        | LREM                | Ministre délégué chargé des Relations avec le Parlement et de la Vie Démocratique                      | Élisabeth Borne                                                                     | Premier ministre                                        | Borne                                           | 20 mai 2022       | 4 juillet 2022    |
|                                                                                          | Franck Riester                       | Agir                | Ministre délégué chargé des Relations avec le Parlement                                                | Élisabeth Borne                                                                     | Premier ministre                                        | Borne                                           | 4 juillet 2022    | 11 janvier 2024   |
|                                                                                          | Marie Lebec                          | RE                  | Ministre déléguée chargée des Relations avec le Parlement                                              | Gabriel Attal                                                                       | Premier ministre                                        | Attal                                           | 11 janvier 2024   | 21 septembre 2024 |
|                                                                                          | Nathalie Delattre                    | Parti radical       | Ministre déléguée chargée des Relations avec le Parlement                                              | Michel Barnier                                                                      | Premier ministre                                        | Barnier                                         | 21 septembre 2024 | 23 décembre 2024  |
|                                                                                          | Patrick Mignola                      | MoDem               | Ministre délégué chargé des Relations avec le Parlement                                                | François Bayrou                                                                     | Premier ministre                                        | Bayrou                                          | 23 décembre 2024  | en fonction       |

### Galerie

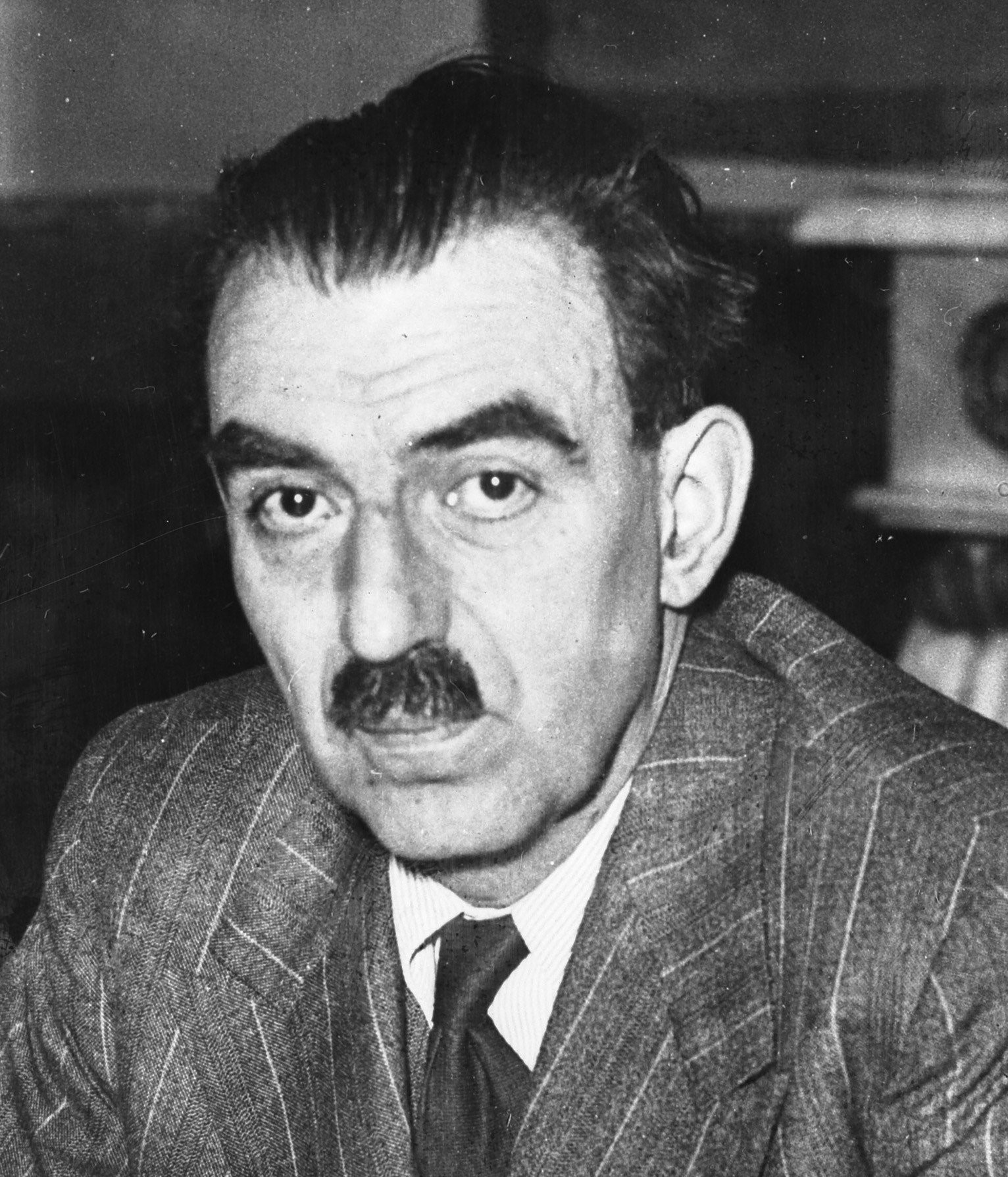
André Philip (1943-1944)
René Billères (1954-1955)
Georges Guille (1956-1957)
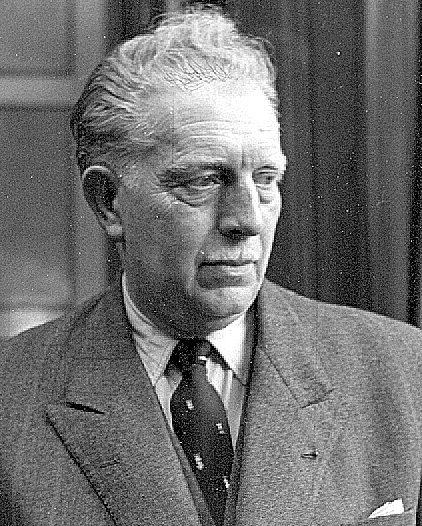
Georges Galy-Gasparrou (1957)
Louis Terrenoire (1961-1962)
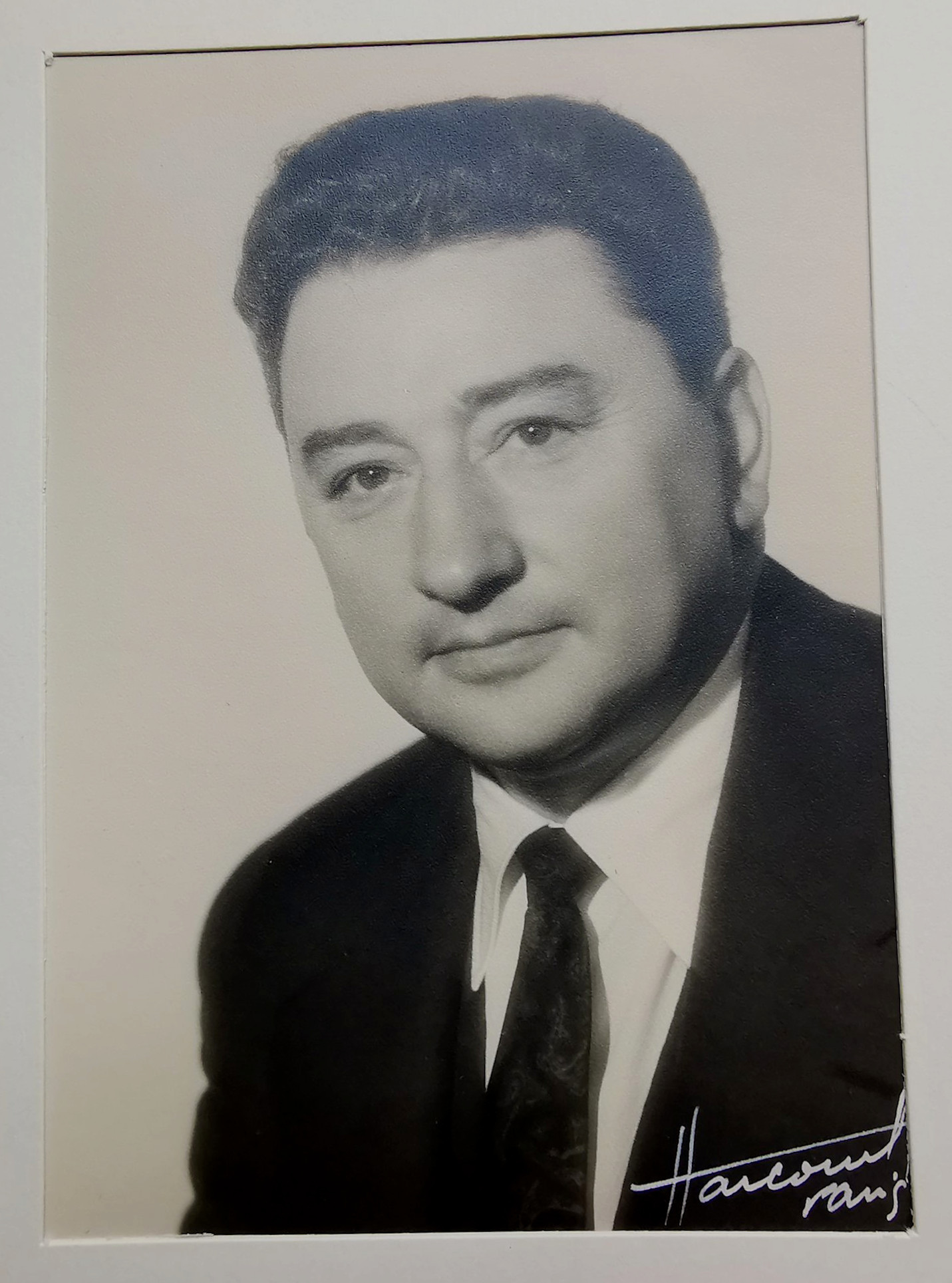
Roger Dusseaulx (1962)
Pierre Dumas (1962-1967)
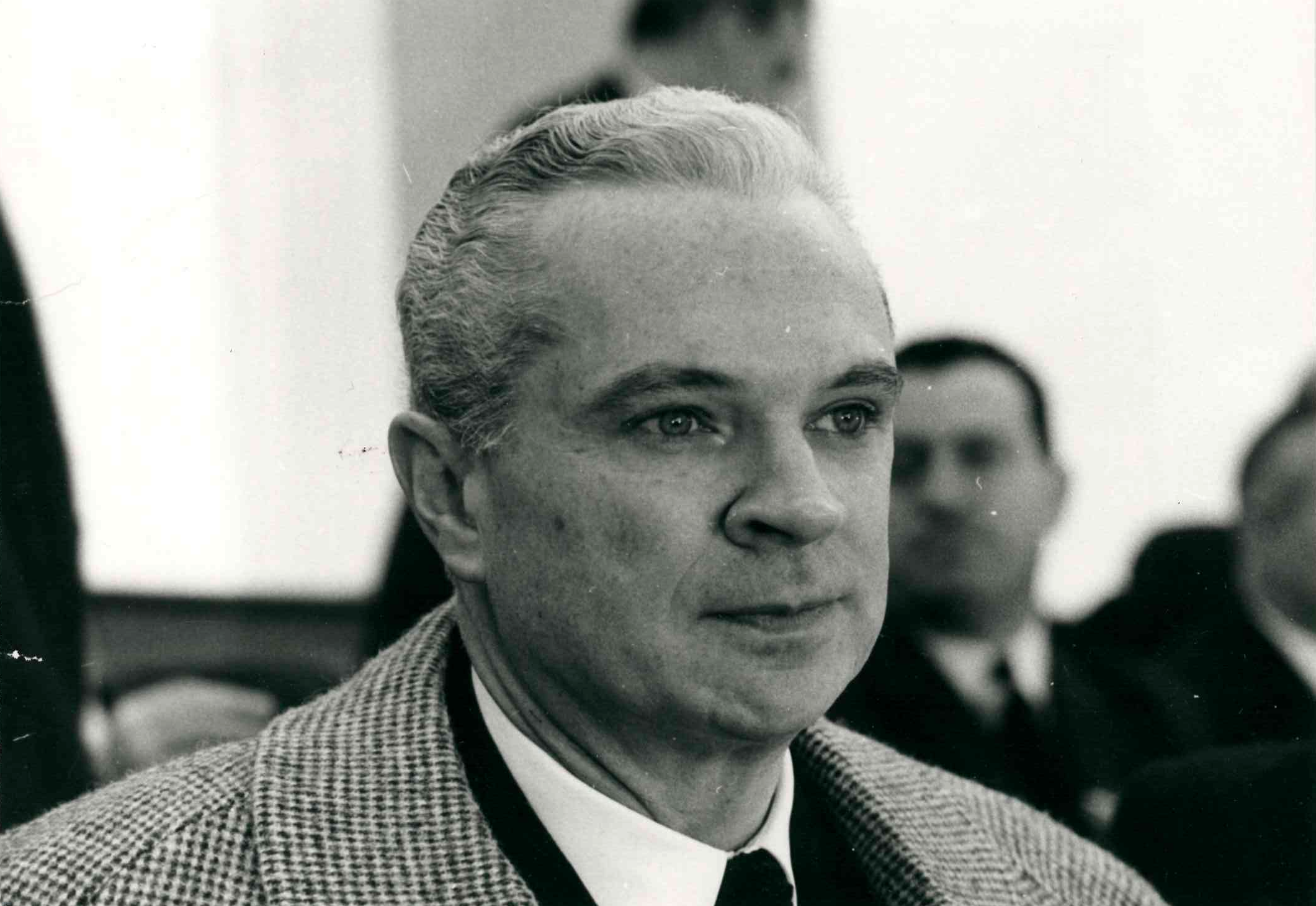
Roger Frey (1967-1971)
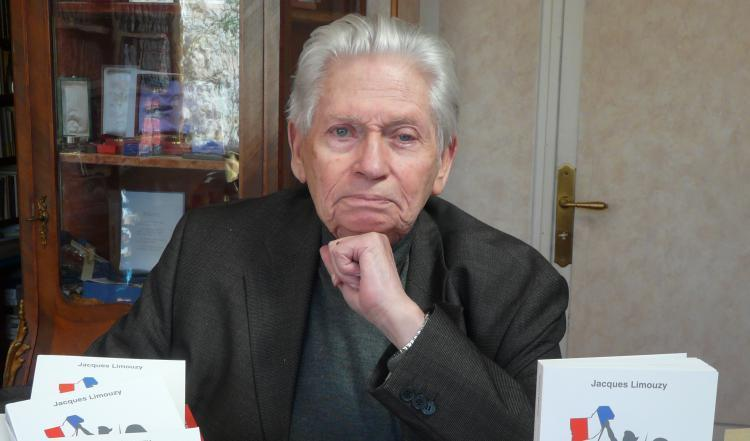
Jacques Limouzy (1969-1972, 1978-1981)
Jean-Louis Tinaud (1969-1972)
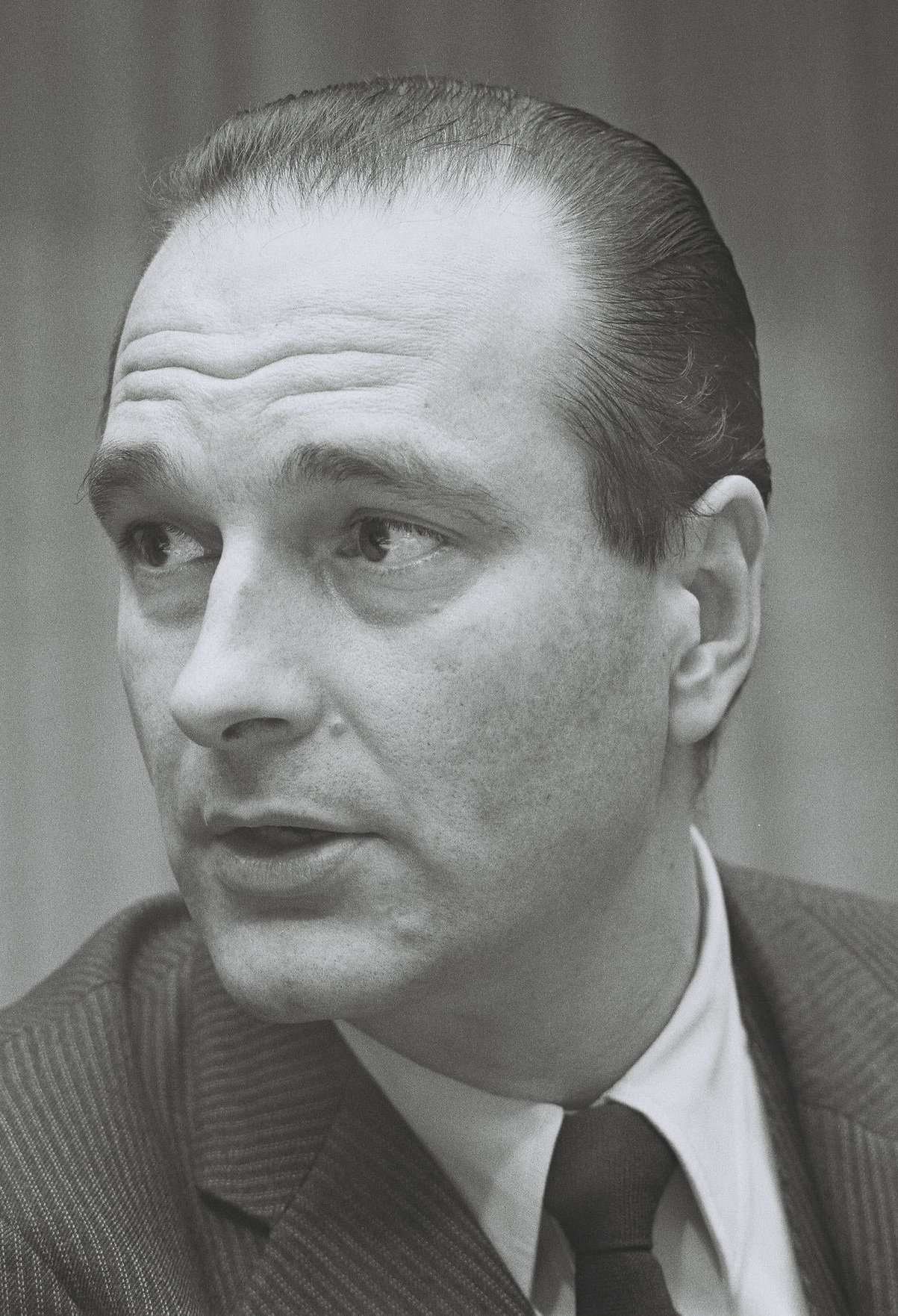
Jacques Chirac (1971-1972)
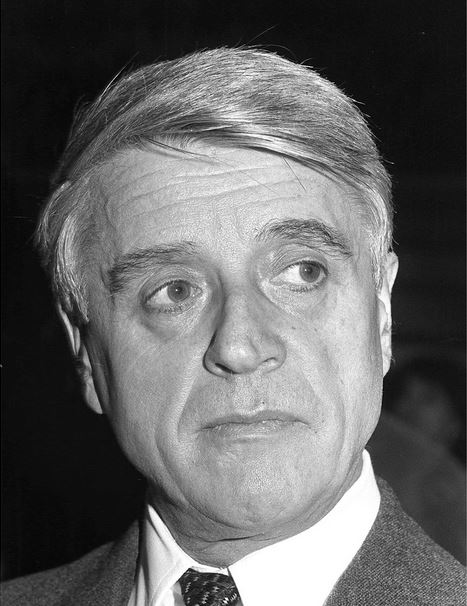
Robert Boulin (1972-1973, 1976-1977)
Joseph Comiti (1973)
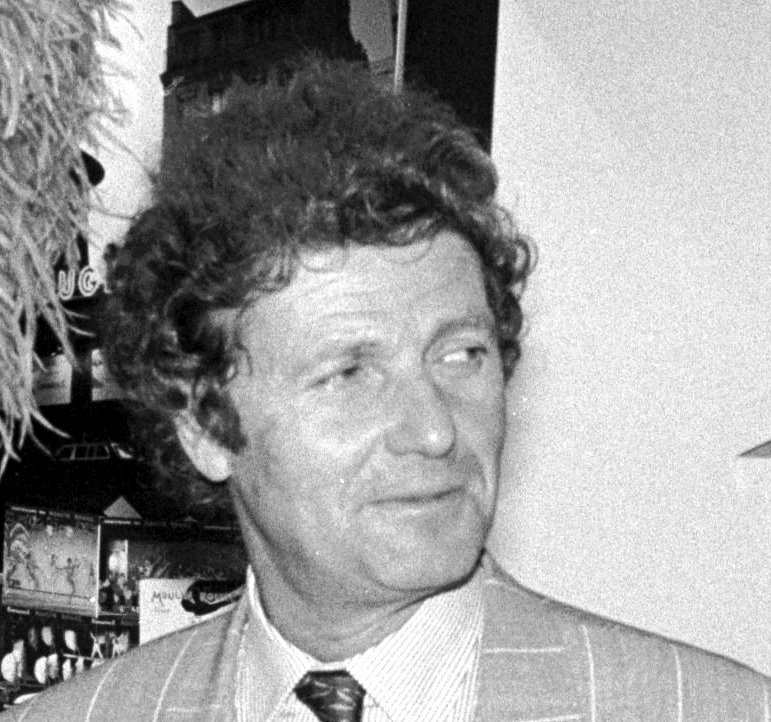
Olivier Stirn (1973-1974)
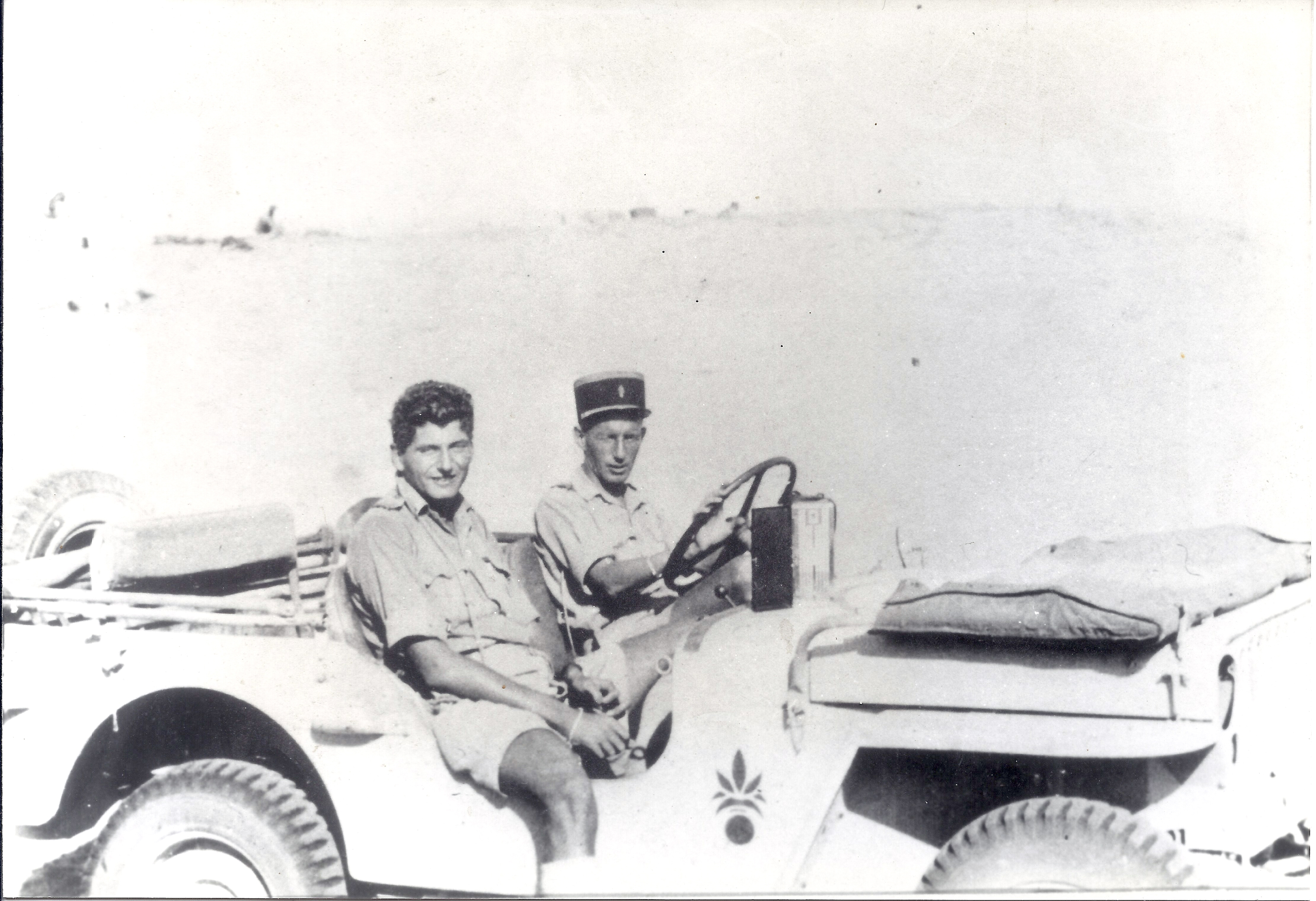
Hubert Germain (1974)
René Tomasini (1974-1976)
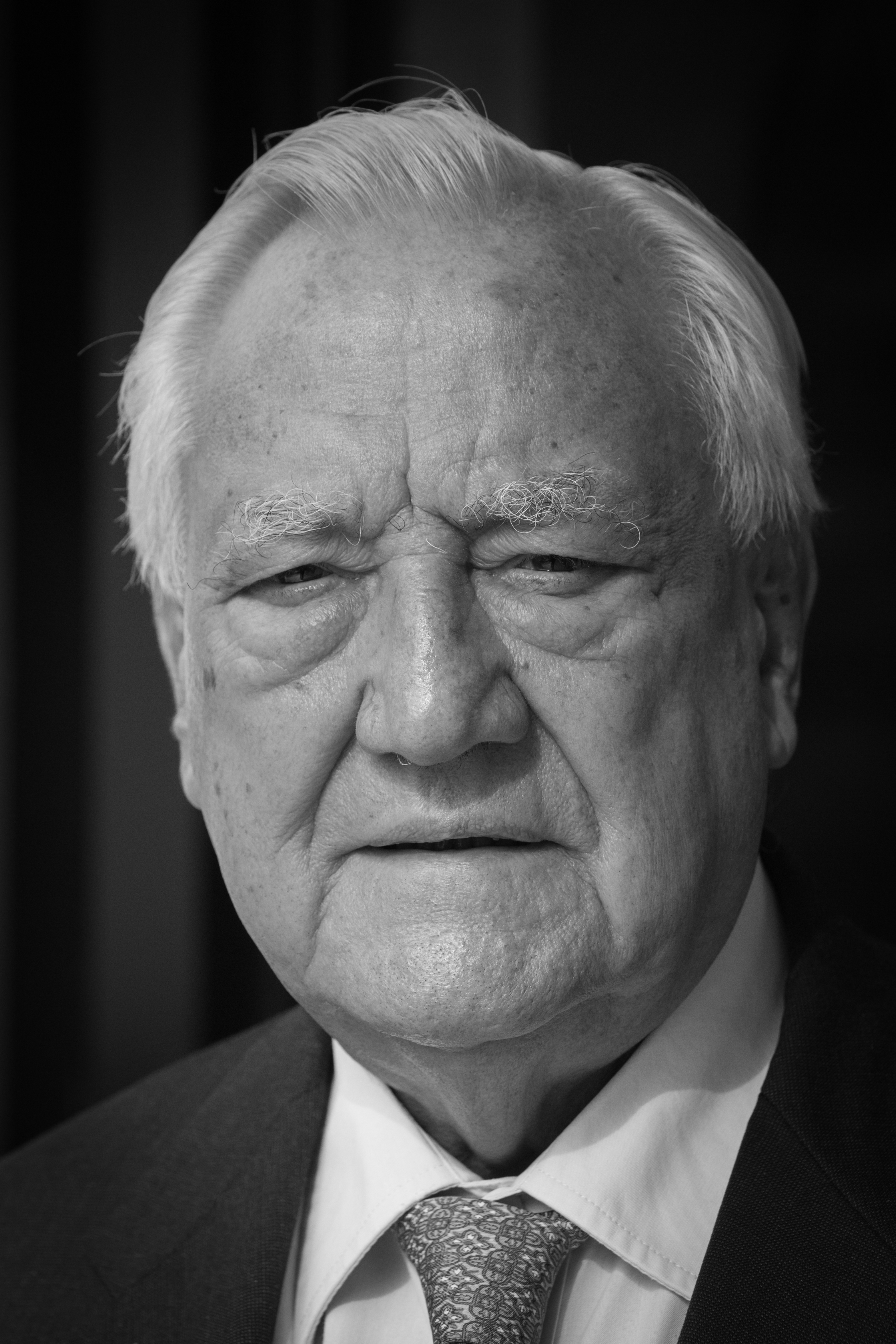
Christian Poncelet (1977)
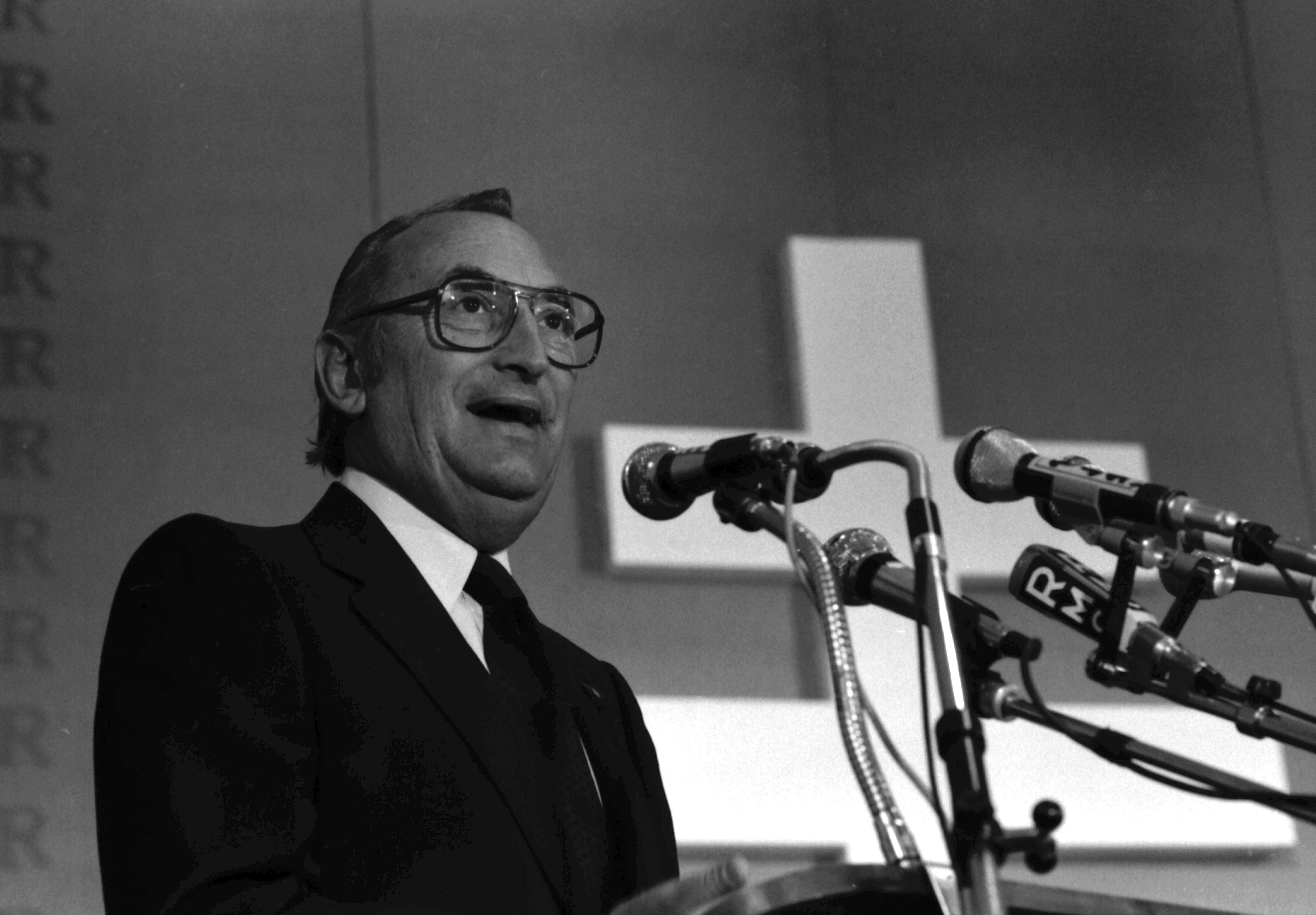
André Bord (1977-1978)
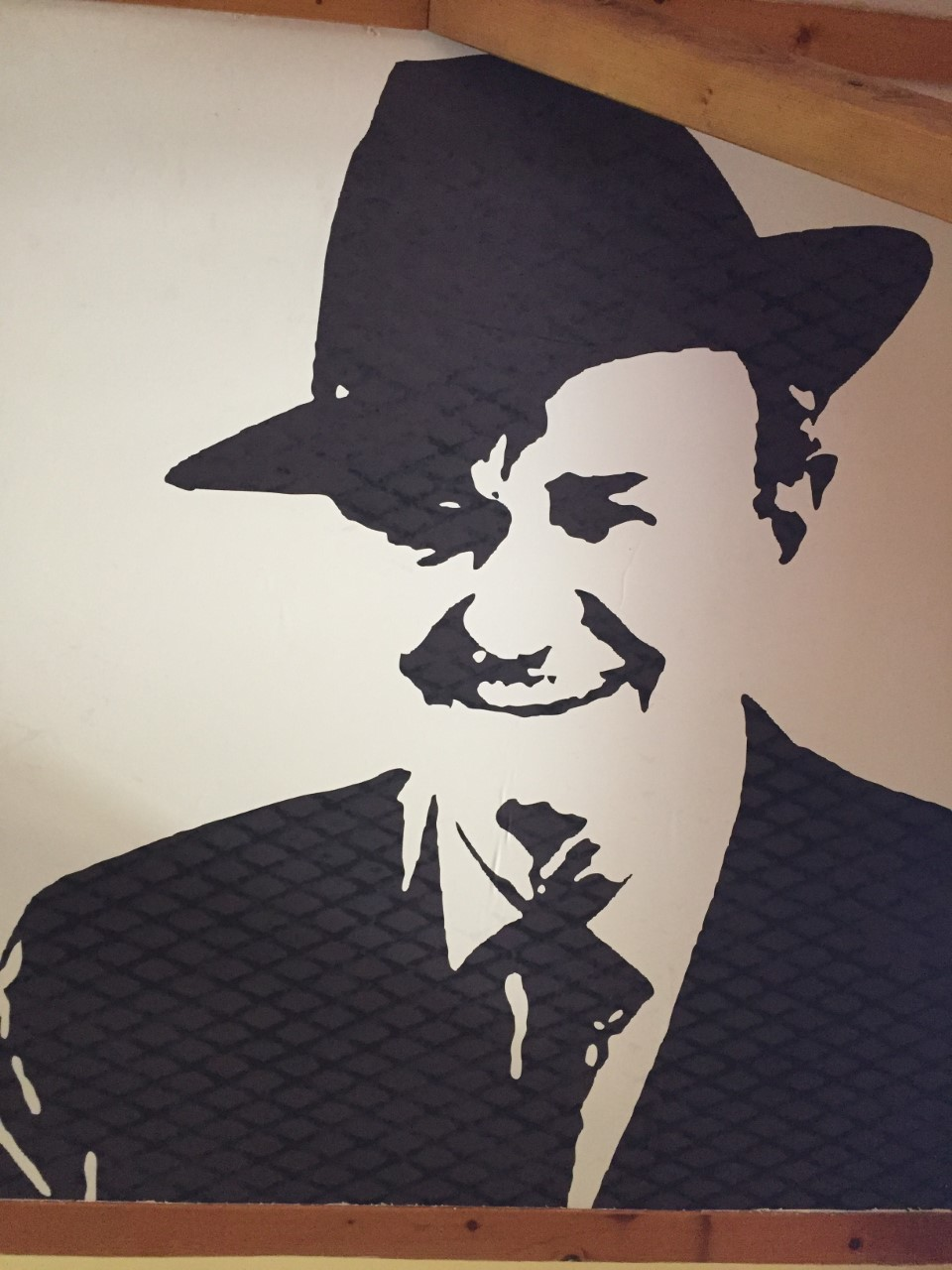
André Labarrère (1981-1986)
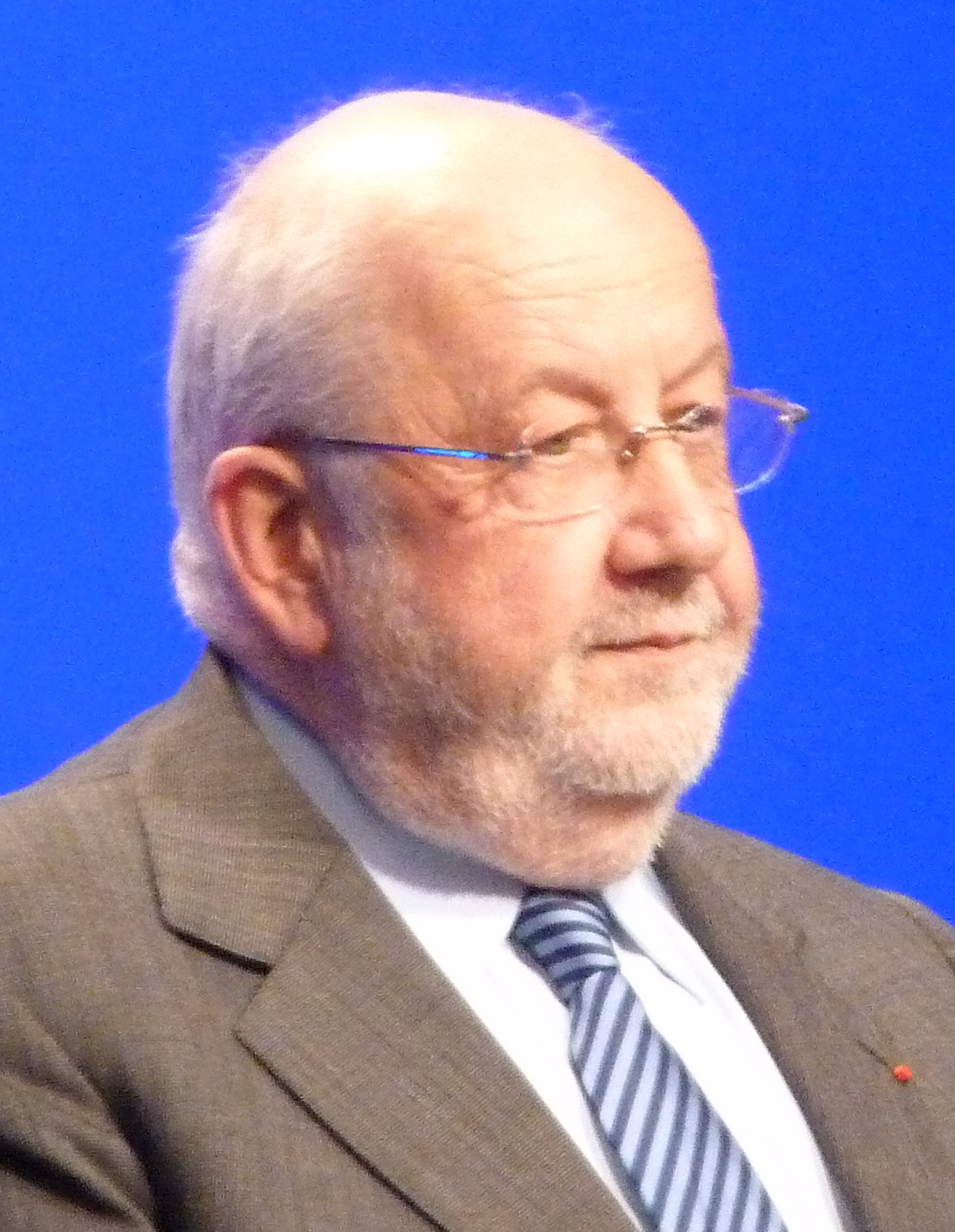
André Rossinot (1986-1988)
Jean Poperen (1988-1992)
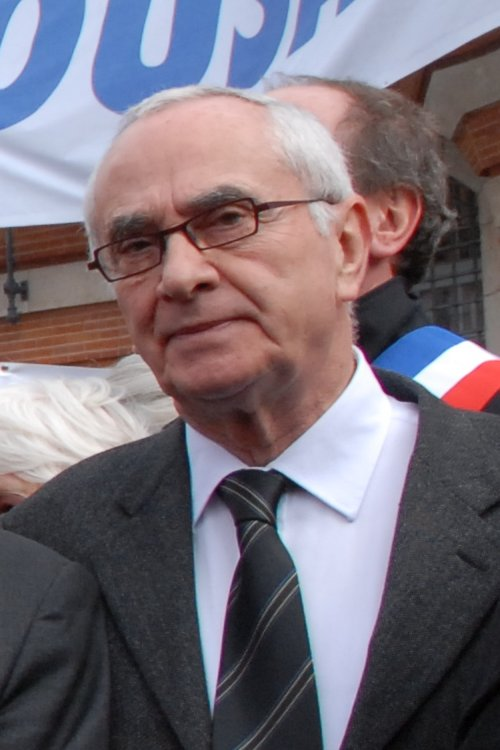
Martin Malvy (1992)
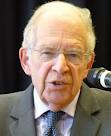
Louis Mermaz (1992-1993)
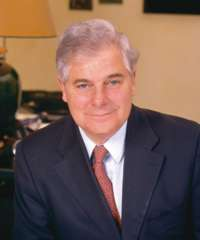
Pascal Clément (1993-1995)
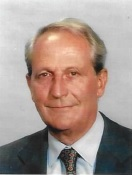
Roger Romani (1993-1997)
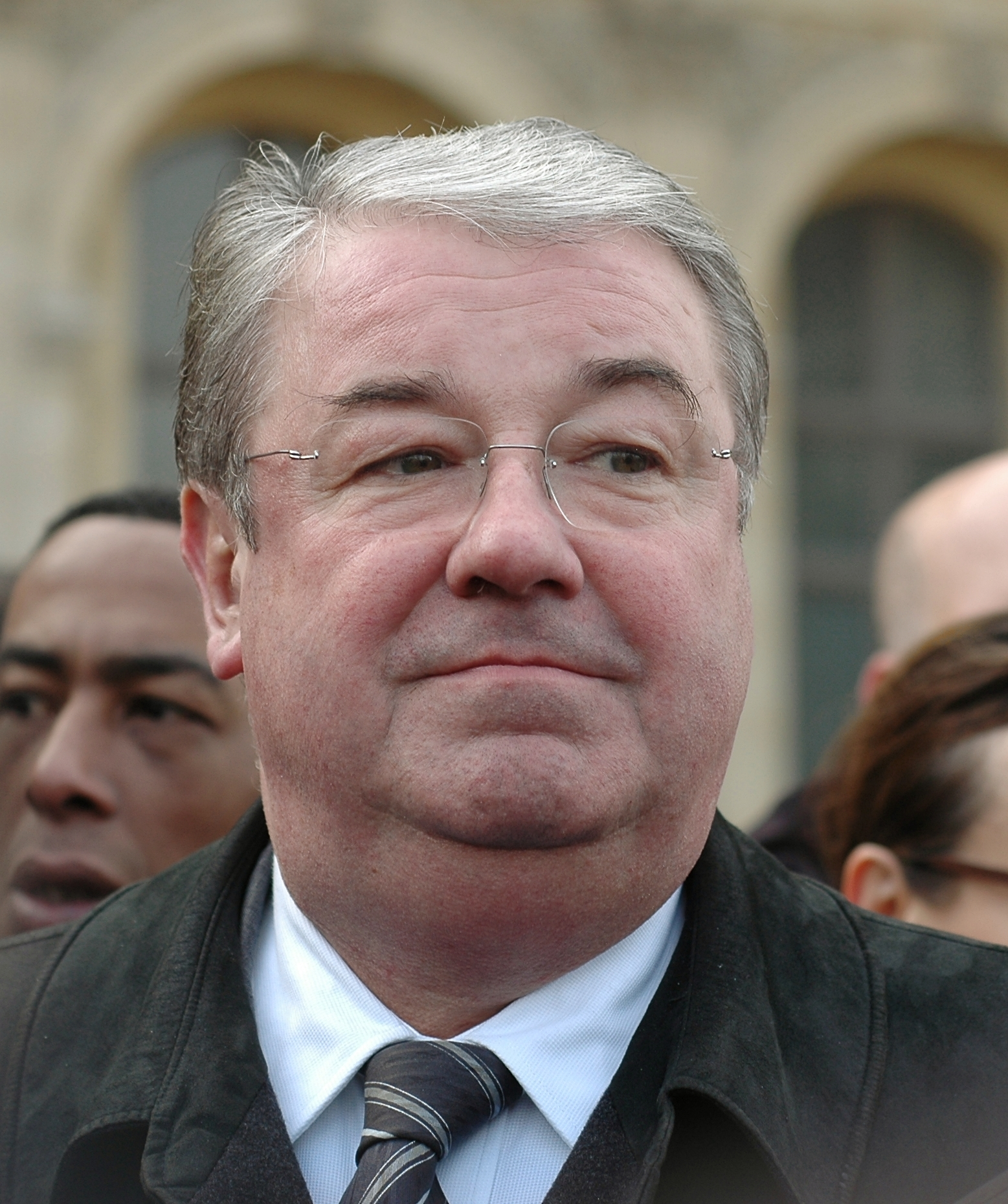
Daniel Vaillant (1997-2000)
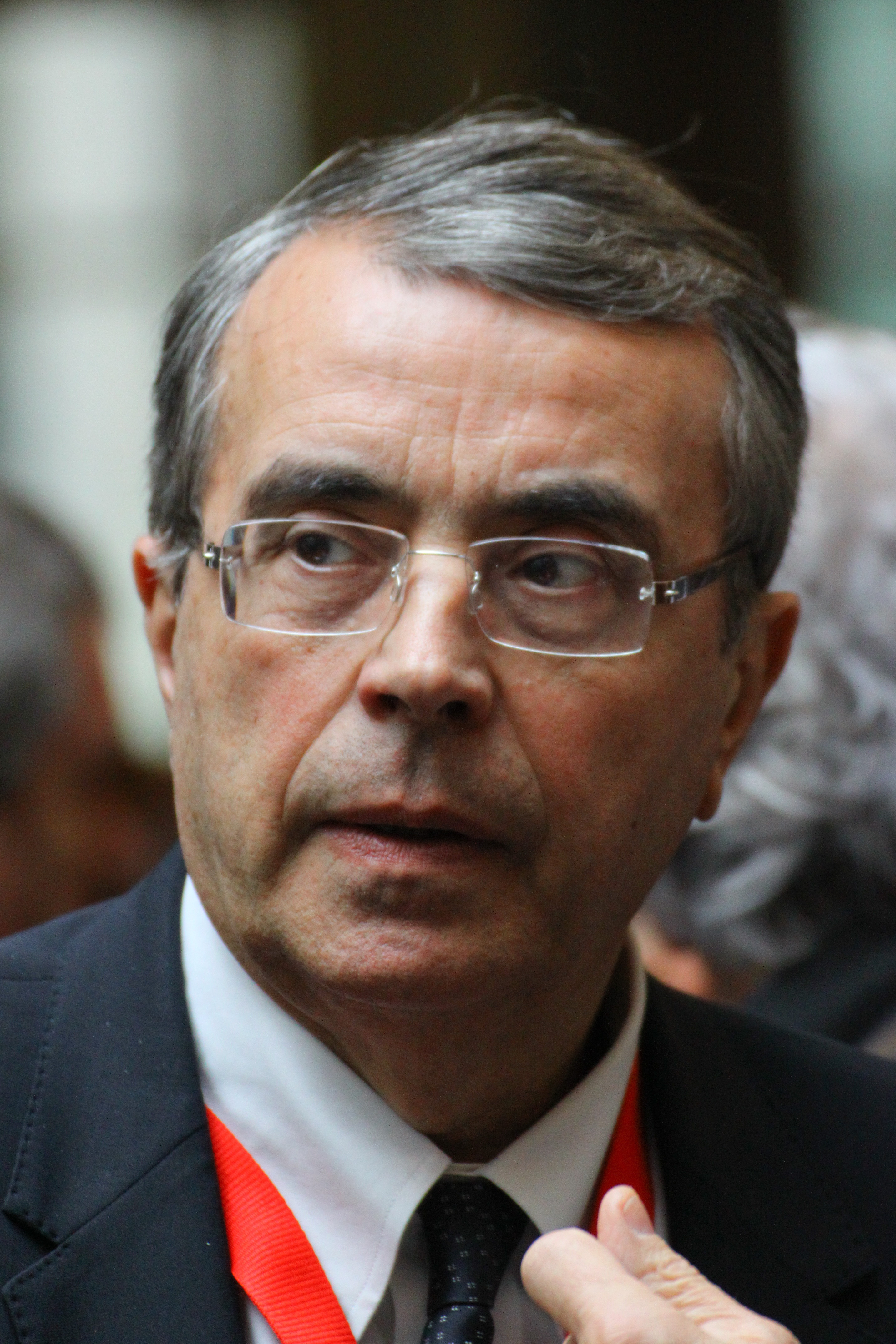
Jean-Jack Queyranne (2000-2002)
Jean-François Copé (2002-2004)
Henri Cuq (2004-2007)
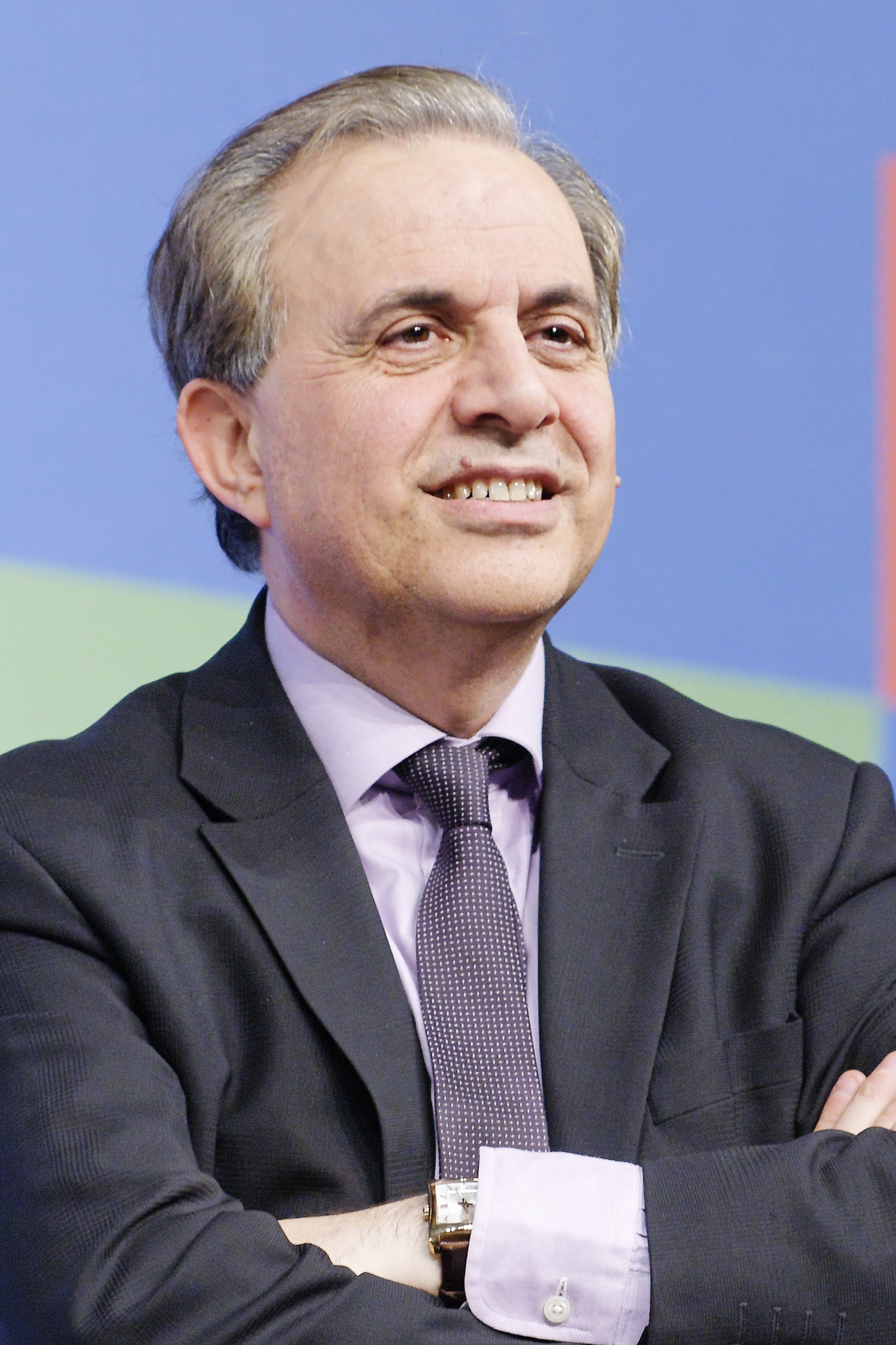
Roger Karoutchi (2007-2009)
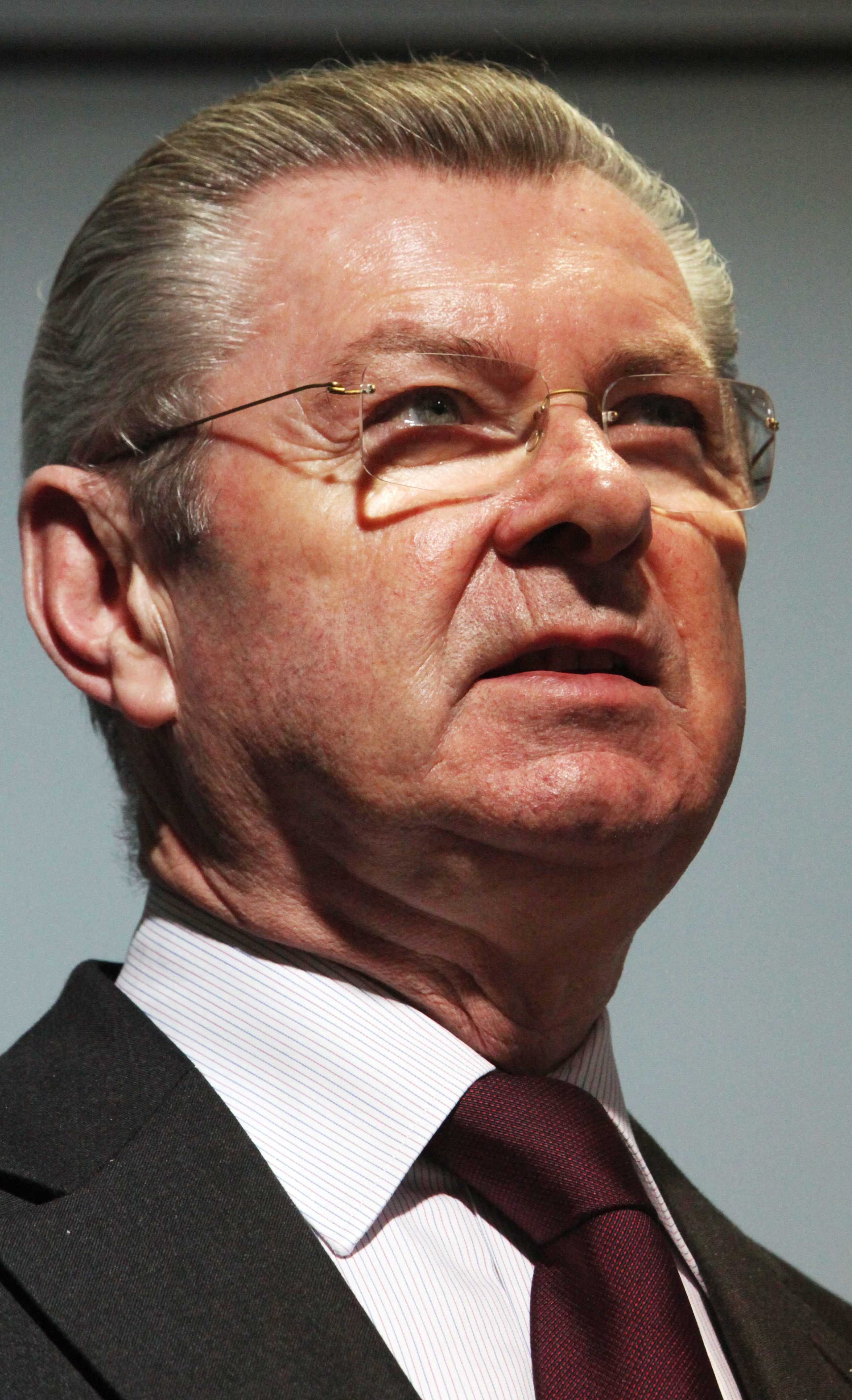
Henri de Raincourt (2009-2010)
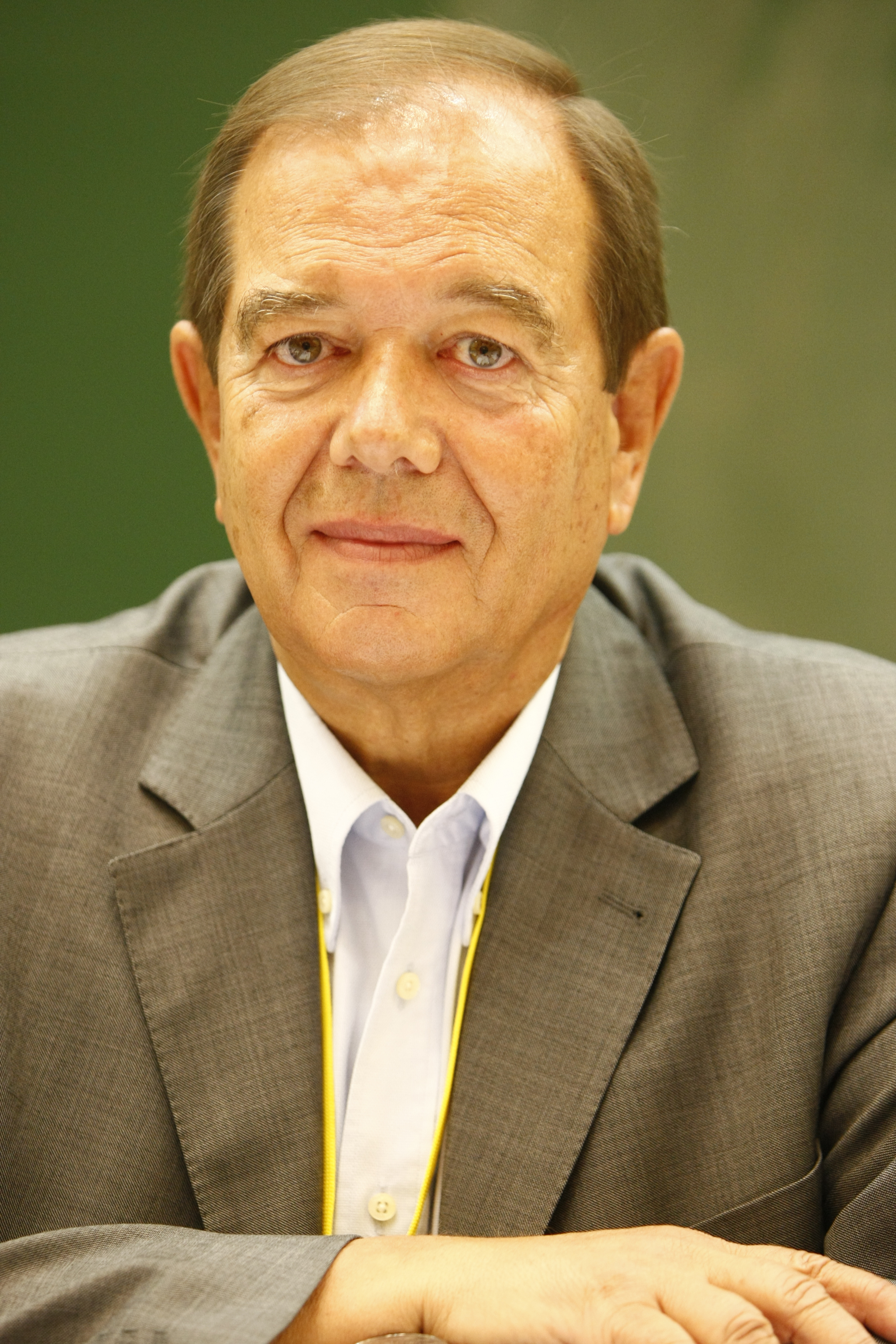
Patrick Ollier (2010-2012)
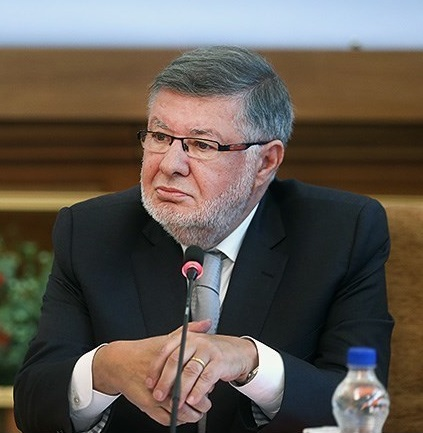
Alain Vidalies (2012-2014)
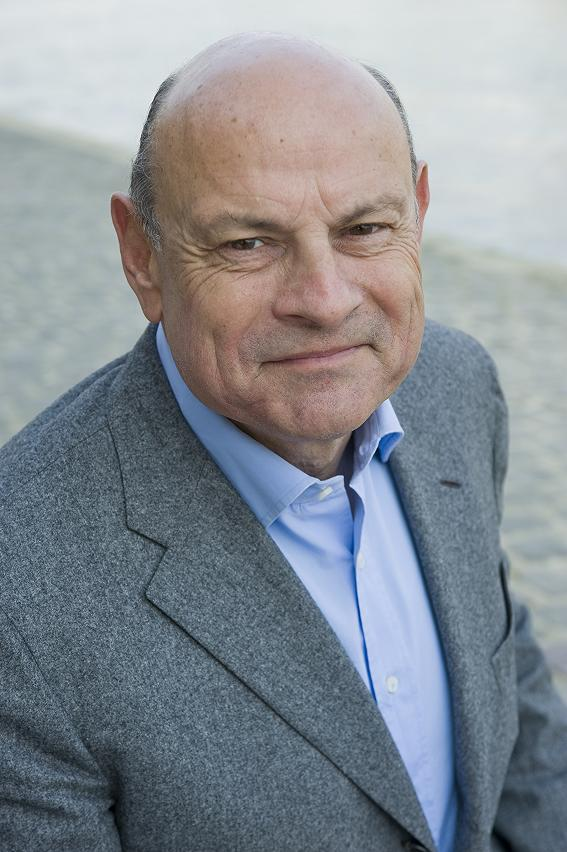
Jean-Marie Le Guen (2014-2016)
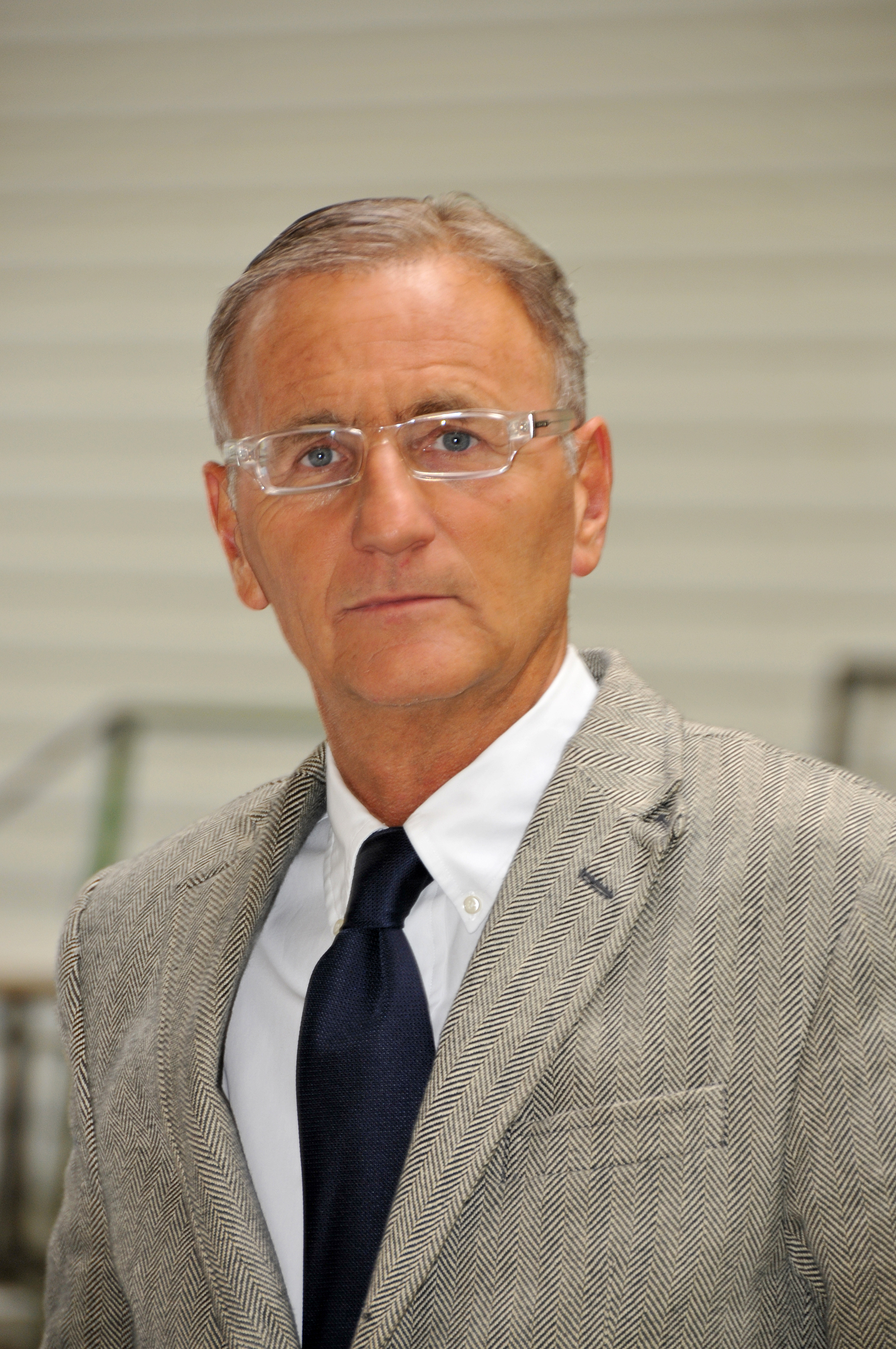
André Vallini (2016-2017)
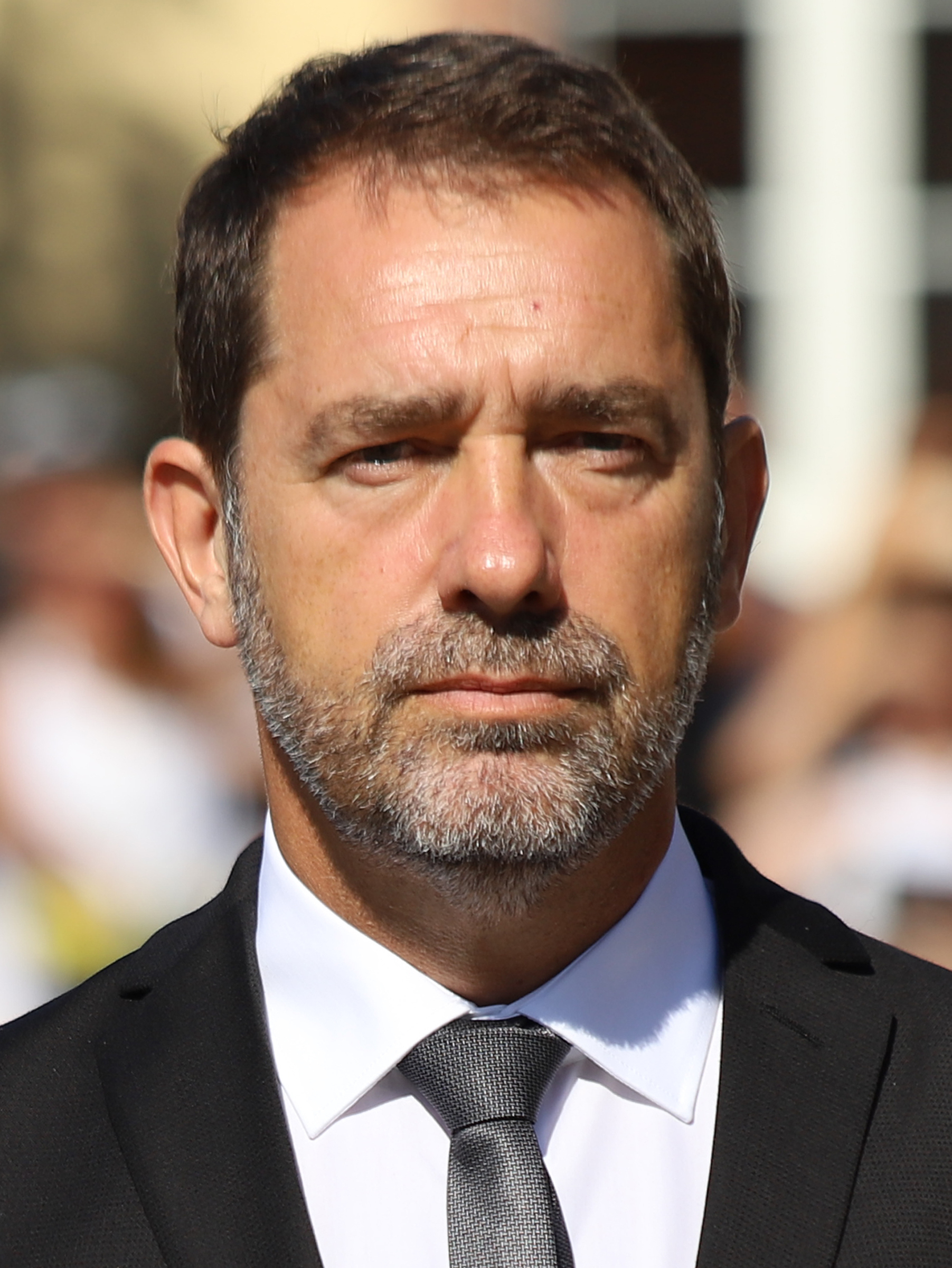
Christophe Castaner (2017-2018)
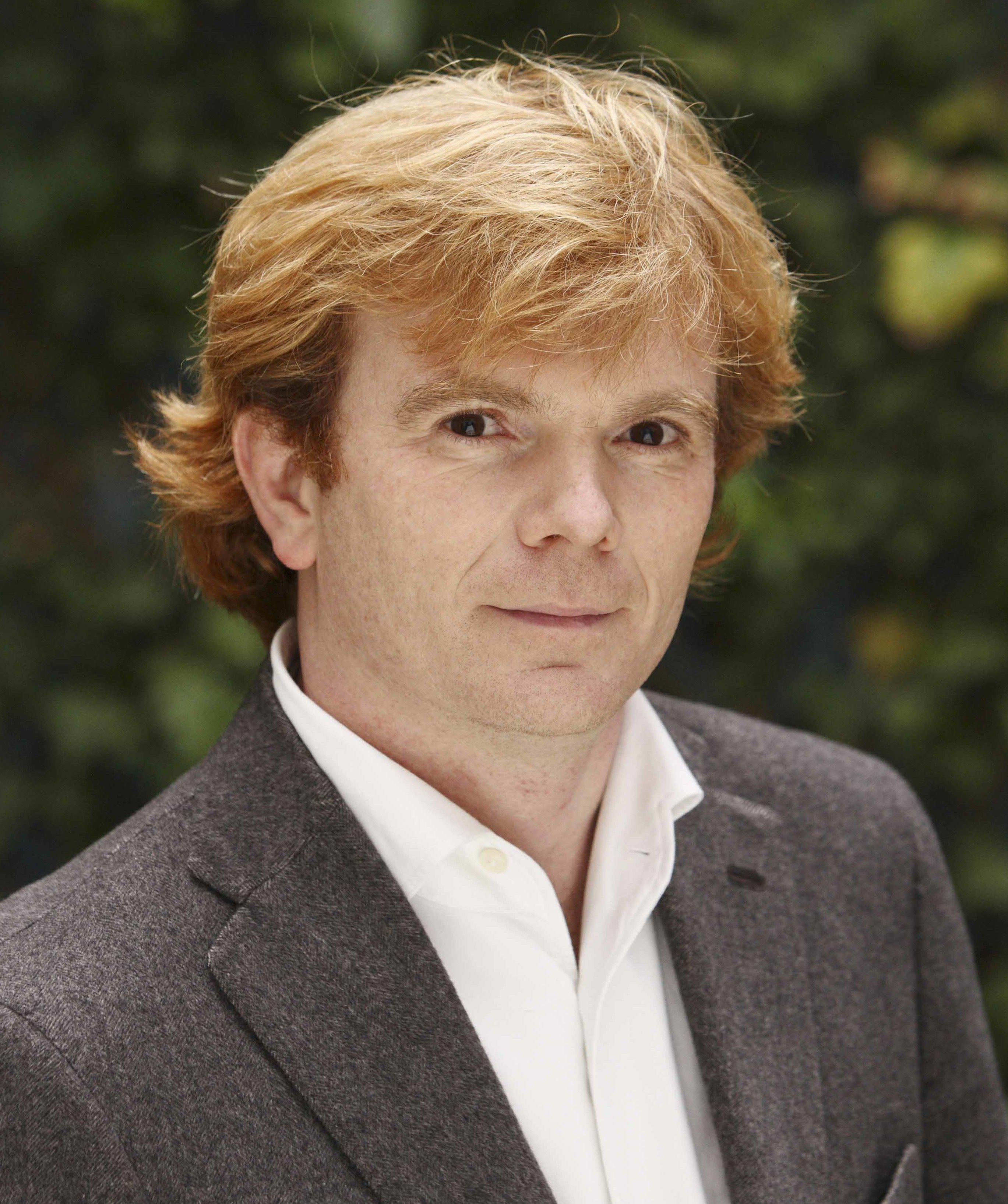
Marc Fesneau (2018-2022)
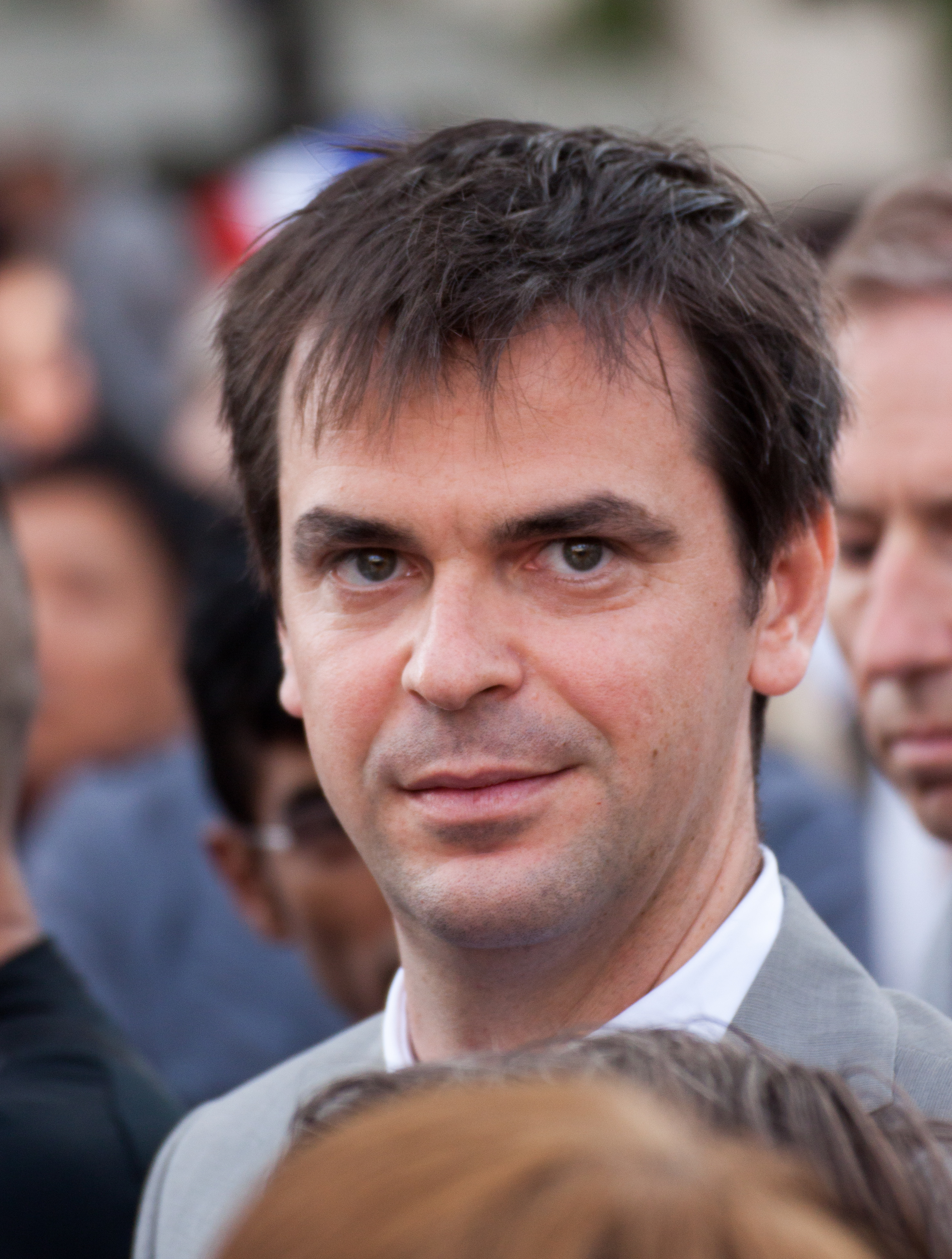
Olivier Véran (2022)
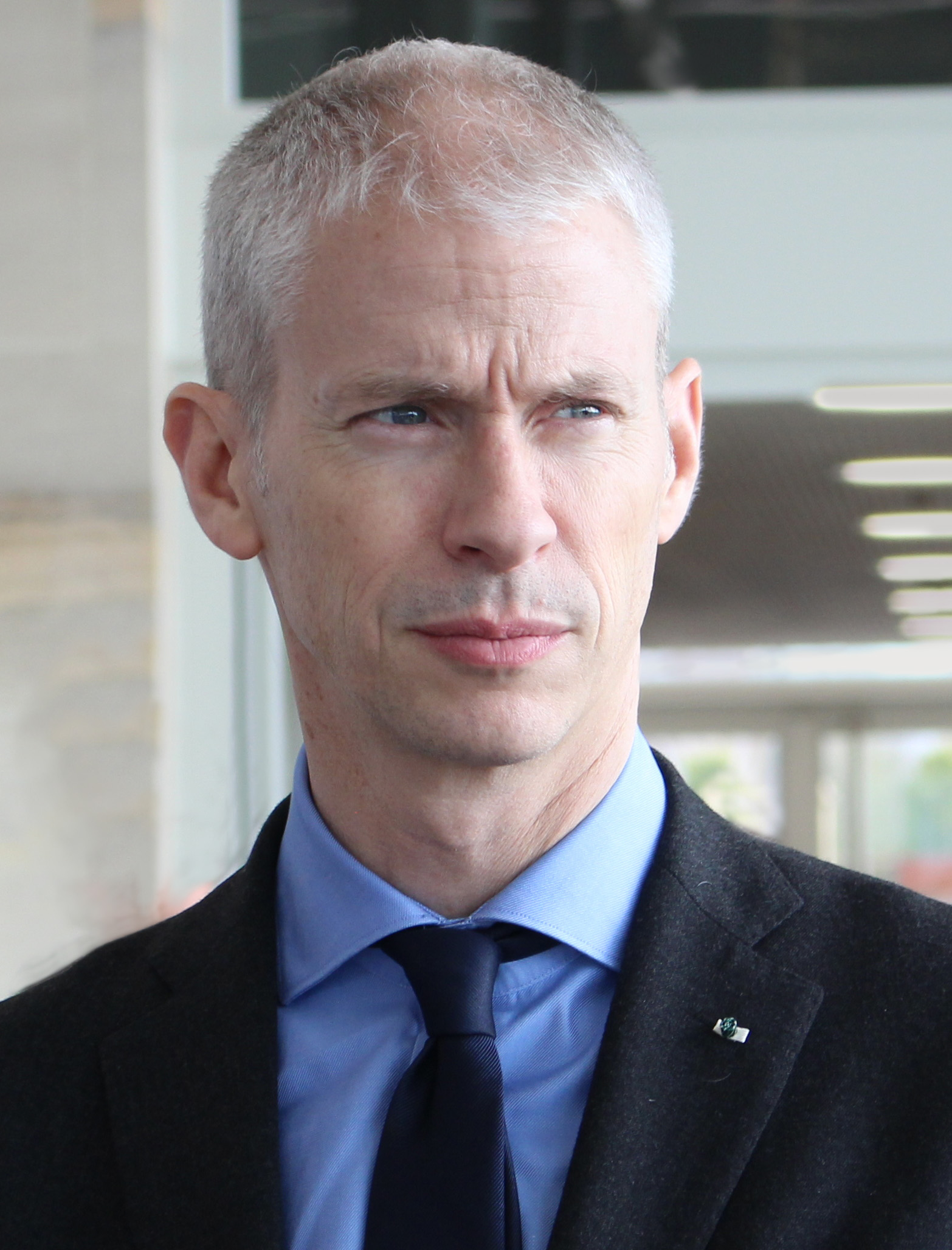
Franck Riester (2022-2024)
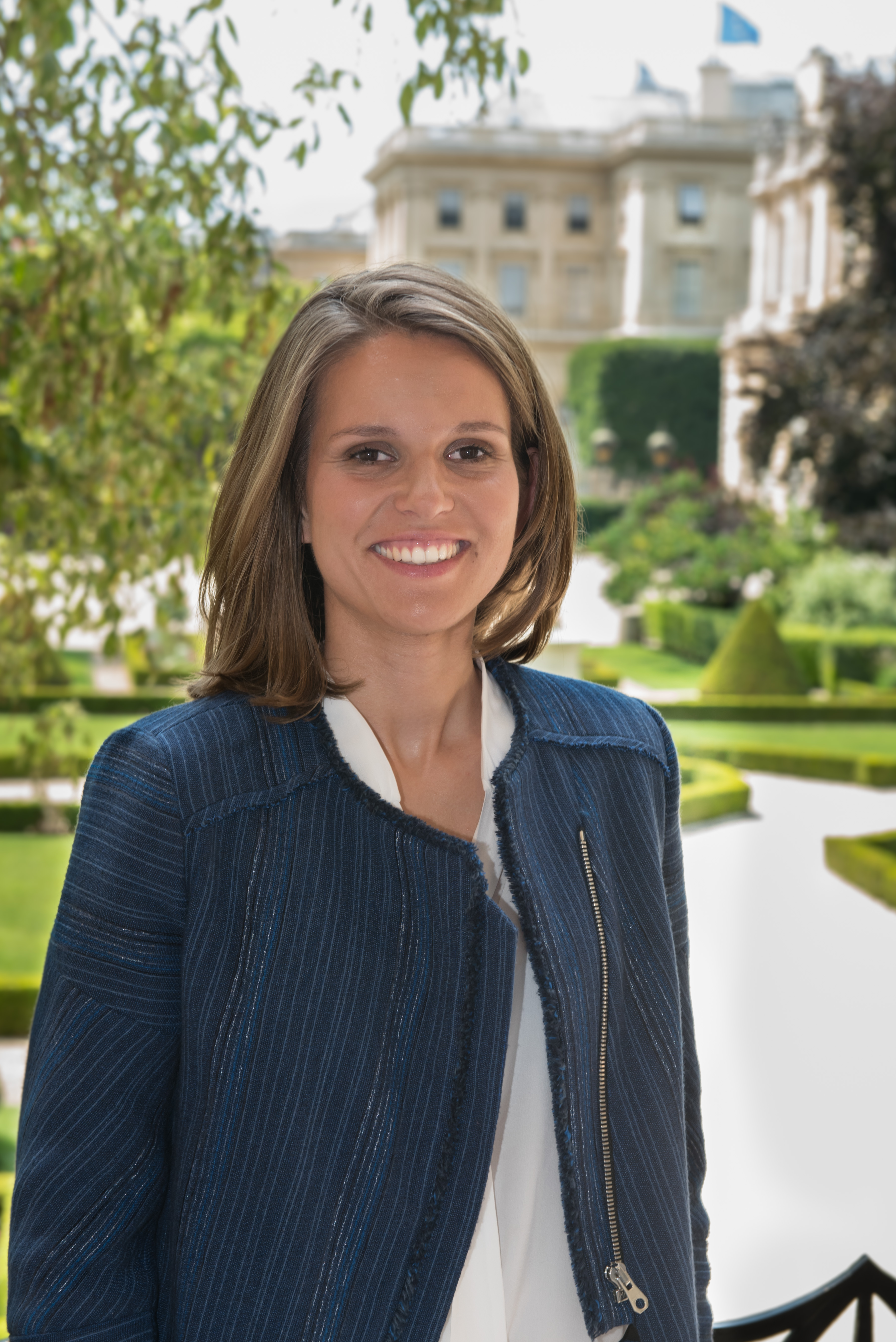
Marie Lebec (2024)
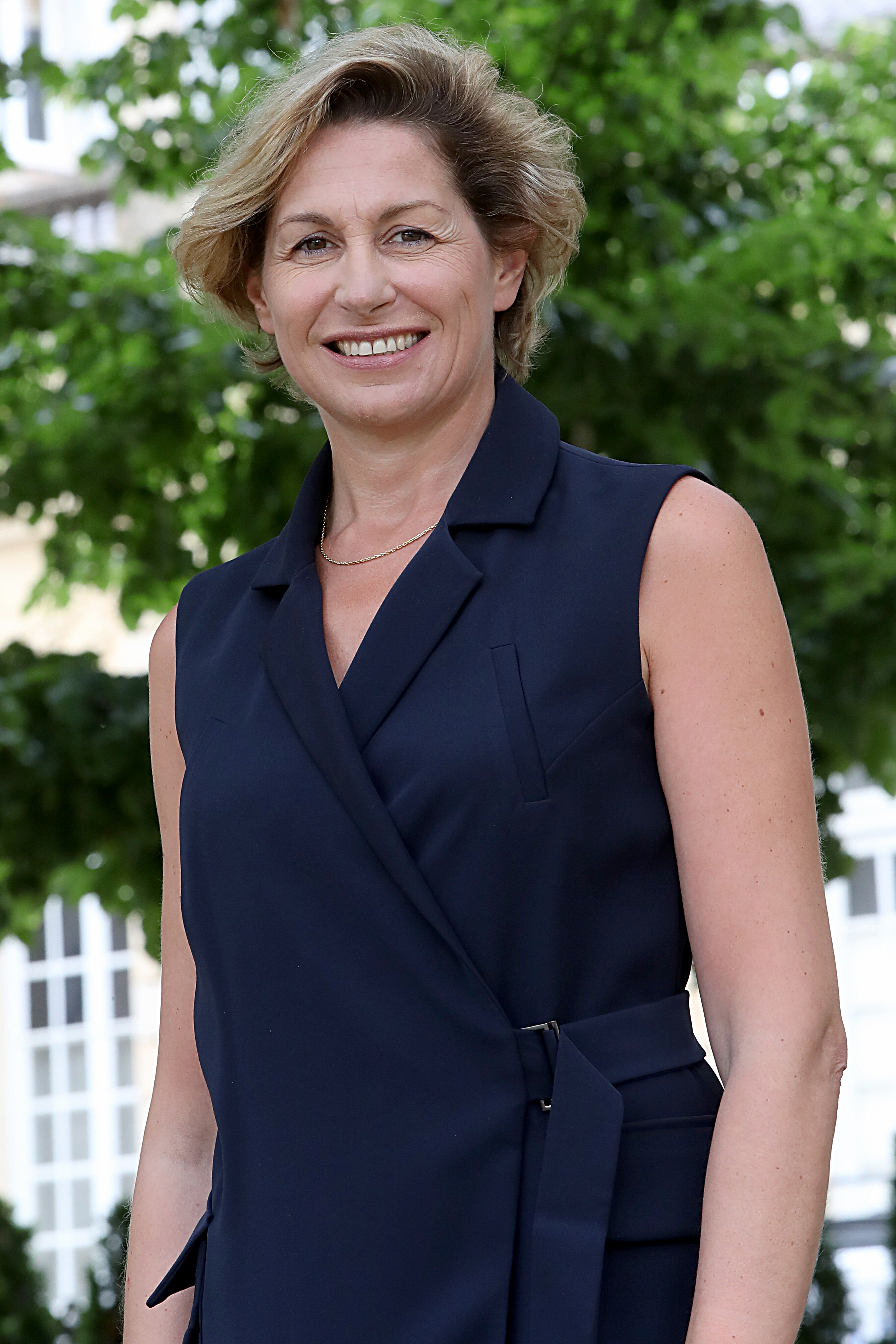
Nathalie Delattre (2024)
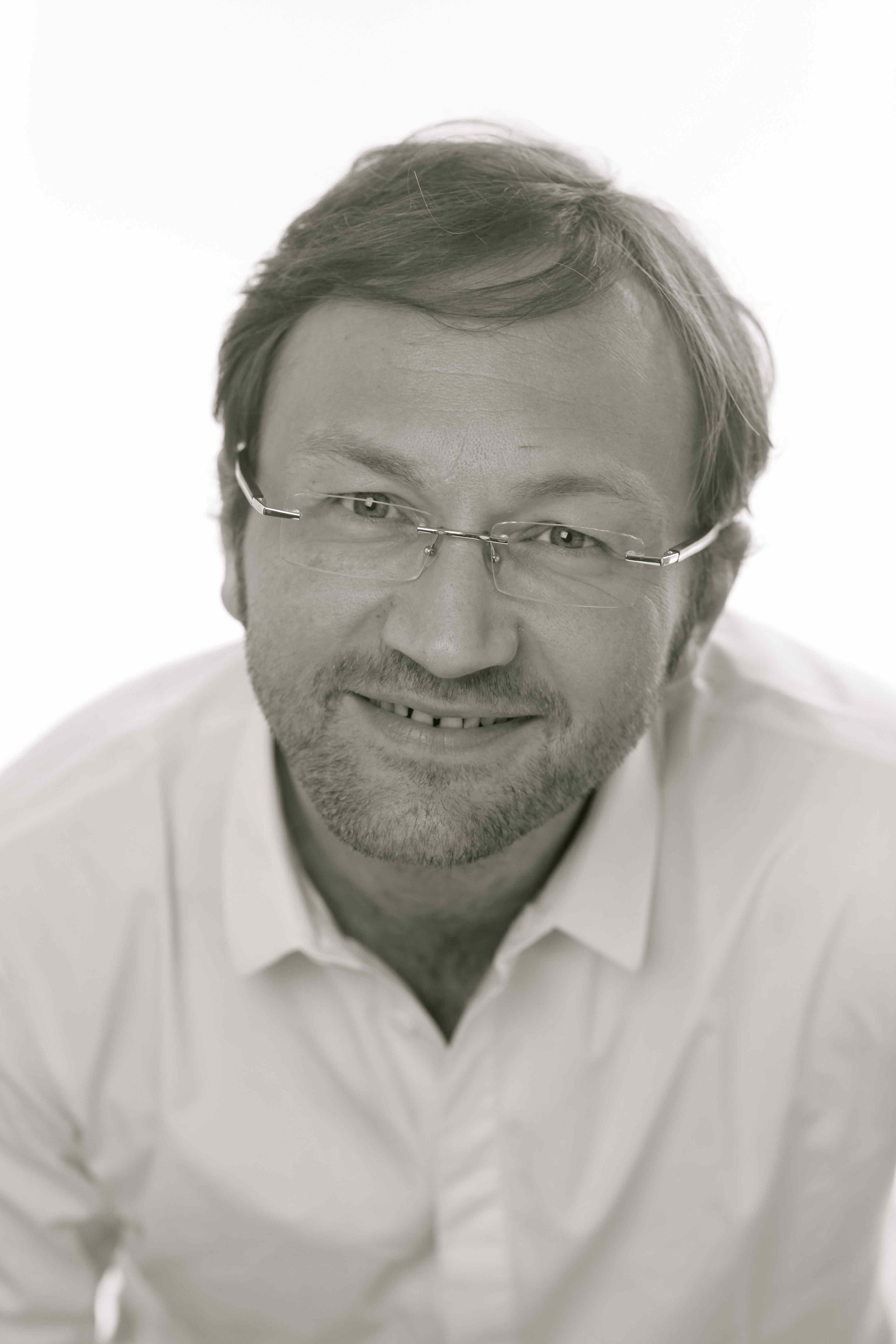
Patrick Mignola (2024)